# Timo Glock
Timo Glock, nemški dirkač Formule 1, * 10. marec 1982, Lindenfels, Nemčija.
Timo Glock je nemški dirkač Formule 1. V Formuli 1 je debitiral na dirki za Veliko nagrado Kanade v sezoni 2004, kjer je s sedmim mestom dosegel svojo edino uvrstitev med dobitnike točk. Nastopil je še na zadnjih treh dirkah sezone, na drugih dirkah pa je bil tretji dirkač Jordana. V naslednji sezoni 2005 je dirkal v ameriški seriji Champ Car, kjer je zasedel osmo mesto v prvenstvu z eno uvrstitvijo na stopničke zasedel četrto mesto v prvenstvu. Nato se je preselil v serijo GP2, kjer je v sezoni 2006 z dvema zmagama in še tremi uvrstitvami na stopničke zasedel četrto mesto v prvenstvu. V sezoni 2007 pa je s petimi zmagami in še petimi uvrstitvami na stopničke osvojil naslov prvaka.

## Rezultati

### Pregled rezultatov
| Sezona | Serija                  | Moštvo                               | Dirke | Pole | Zmage | Toč   | Prv |
| ------ | ----------------------- | ------------------------------------ | ----- | ---- | ----- | ----- | --- |
| 2000   | ADAC Formula Junior Cup |                                      | 19    | 6    | 11    | 285.5 | 1.  |
| 2001   | Formula BMW ADAC        | BMW Formel ADAC Rookie Team          | 20    | 3    | 8     | 268   | 1.  |
| 2002   | Nemška Formula 3        | Opel Team KMS                        | 18    | 2    | 3     | 52    | 3.  |
| 2003   | Formula 3 Euroseries    | Opel Team KMS                        | 20    | 0    | 3     | 55    | 5.  |
| 2004   | Porsche Supercup        | Porsche AG VIP Team                  | 1     | 0    | 0     | 0     | -   |
| 2004   | Formula 1               | Jordan Ford                          | 4     | 0    | 0     | 2     | 19. |
| 2005   | Champ Car World Series  | Rocketsports Racing                  | 13    | 0    | 0     | 202   | 8.  |
| 2006   | GP2                     | BCN Competicion iSport International | 20    | 0    | 2     | 60    | 4.  |
| 2007   | GP2                     | iSport International                 | 21    | 4    | 5     | 88    | 1.  |
| 2008   | Formula 1               | Toyota                               | 18    | 0    | 0     | 25    | 10. |
| 2009   | Formula 1               | Toyota                               | 15    | 0    | 0     | 24    | 10. |
| 2010   | Formula 1               | Virgin                               | 19    | 0    | 0     | 0     | 25. |
| 2011   | Formula 1               | Virgin                               | 19    | 0    | 0     | 0     | 25. |
| 2012   | Formula 1               | Marussia                             | 20    | 0    | 0     | 0     | 20. |

### Formula 1
(legenda) (odebeljene dirke pomenijo najboljši štartni položaj, poševne pa najhitrejši krog, †-uvrščen kljub odstopu)
| Leto | Moštvo                  | Šasija        | Motor                  | 1       | 2       | 3       | 4       | 5      | 6       | 7       | 8       | 9      | 10      | 11     | 12     | 13     | 14      | 15      | 16      | 17      | 18     | 19      | 20     | Prv | Toč |
| ---- | ----------------------- | ------------- | ---------------------- | ------- | ------- | ------- | ------- | ------ | ------- | ------- | ------- | ------ | ------- | ------ | ------ | ------ | ------- | ------- | ------- | ------- | ------ | ------- | ------ | --- | --- |
| 2004 | Jordan Ford             | Jordan EJ14   | Ford RS2 3.0 V10       | AVS TD  | MAL TD  | BAH TD  | SMR TD  | ŠPA TD | MON TD  | EU TD   | KAN 7   | ZDA TD | FRA TD  | VB TD  | NEM TD | MAD TD | BEL TD  | ITA TD  | KIT 15  | JAP 15  | BRA 15 |         |        | 19. | 2   |
| 2008 | Panasonic Toyota Racing | Toyota TF108  | Toyota RVX-08 2.4 V8   | AVS Ret | MAL Ret | BAH 9   | ŠPA 11  | TUR 13 | MON 12  | KAN 4   | FRA 11  | VB 12  | NEM Ret | MAD 2  | EU 7   | BEL 9  | ITA 11  | SIN 4   | JAP Ret | KIT 7   | BRA 6  |         |        | 10. | 25  |
| 2009 | Panasonic Toyota Racing | Toyota TF109  | Toyota RVX-09 2.4 V8   | AVS 4   | MAL 3   | KIT 7   | BAH 7   | ŠPA 10 | MON 10  | TUR 8   | VB 9    | NEM 9  | MAD 6   | EU 14  | BEL 10 | ITA 11 | SIN 2   | JAP DNS | BRA     | ABU     |        |         |        | 10. | 24  |
| 2010 | Virgin Racing           | Virgin VR-01  | Cosworth CA2010 2.4 V8 | BAH Ret | AVS Ret | MAL Ret | KIT DNS | ŠPA 18 | MON Ret | TUR 18  | KAN Ret | EU 19  | VB 18   | NEM 18 | MAD 16 | BEL 18 | ITA 17  | SIN Ret | JAP 14  | KOR Ret | BRA 20 | ABU Ret |        | 25. | 0   |
| 2011 | Marussia Virgin Racing  | Virgin MVR-02 | Cosworth CA2011 2.4 V8 | AVS NC  | MAL 16  | KIT 21  | TUR DNS | ŠPA 19 | MON Ret | KAN 15  | EU 21   | VB 16  | NEM 17  | MAD 17 | BEL 18 | ITA 15 | SIN Ret | JAP 20  | KOR 18  | IND Ret | ABU 19 | BRA Ret |        | 25. | 0   |
| 2012 | Marussia F1 Team        | Marussia MR01 | Cosworth CA2012 2.4 V8 | AVS 14  | MAL 17  | KIT 19  | BAH 19  | ŠPA 18 | MON 14  | KAN Ret | EU DNS  | VB 18  | NEM 22  | MAD 21 | BEL 15 | ITA 17 | SIN 12  | JAP 16  | KOR 18  | IND 20  | ABU 14 | ZDA 19  | BRA 16 | 20. | 0   |

### Champ Car
| Leto | Moštvo       | 1     | 2       | 3     | 4      | 5      | 6     | 7      | 8     | 9       | 10    | 11    | 12    | 13    | Moštvo       | Prv | Toč |
| ---- | ------------ | ----- | ------- | ----- | ------ | ------ | ----- | ------ | ----- | ------- | ----- | ----- | ----- | ----- | ------------ | --- | --- |
| 2005 | Rocketsports | LBH 6 | MTY Ret | MIL 9 | POR 10 | CLE 10 | TOR 7 | EDM 13 | SAN 6 | DEN Ret | MTL 2 | LAS 8 | SUR 6 | MEX 5 | Rocketsports | 8.  | 202 |

### GP2
| Leto | Moštvo               | 1          | 2         | 3         | 4         | 5          | 6           | 7           | 8           | 9           | 10        | 11        | 12         | 13          | 14        | 15        | 16        | 17        | 18         | 19          | 20          | 21          | Prv | Toč |
| ---- | -------------------- | ---------- | --------- | --------- | --------- | ---------- | ----------- | ----------- | ----------- | ----------- | --------- | --------- | ---------- | ----------- | --------- | --------- | --------- | --------- | ---------- | ----------- | ----------- | ----------- | --- | --- |
| 2006 | BCN Competicion      | VAL FEA 16 | VAL SPR 8 | SAN FEA 7 | SAN SPR 4 | EUR FEA 17 | EUR SPR Ret | ESP FEA 11  | ESP SPR 10  | MCO FEA Ret |           |           |            |             |           |           |           |           |            |             |             |             | 4.  | 58  |
| 2006 | iSport International |            |           |           |           |            |             |             |             |             | GBR FEA 2 | GBR SPR 6 | FRA FEA 1  | FRA SPR 4   | GER FEA 3 | GER SPR 1 | HUN FEA 2 | HUN SPR 5 | TUR FEA 4  | TUR SPR 4   | ITA FEA Ret | ITA SPR DNS | 4.  | 58  |
| 2007 | iSport International | BRN FEA 2  | BRN SPR 2 | ESP FEA 2 | ESP SPR 1 | MON FEA 3  | FRA FEA Ret | FRA SPR Ret | GBR FEA Ret | GBR SPR Ret | GER FEA 1 | GER SPR 5 | HUN FEA 10 | HUN SPR Ret | TUR FEA 4 | TUR SPR 1 | ITA FEA 3 | ITA SPR 1 | BEL FEA 17 | BEL SPR Ret | VAL FEA 7   | VAL SPR 1   | 1.  | 79  |